# Liste des stations du métro de Turin
Cet article est une liste des stations du métro de Turin .

## Ligne 1
Ligne Est-Ouest
- En service depuis le 4 février 2006 :
  - Fermi
  - Paradiso
  - Marche
  - Massaua
  - Pozzo Strada
  - Monte Grappa
  - Rivoli
  - Racconigi
  - Bernini
  - Principi d'Acaja

Schéma de la ligne 1

  - XVIII Dicembre (Correspondance avec la gare FS actuelle)
- En service depuis le 5 octobre 2007 :
  - Vinzaglio
  - Re Umberto
  - Porta Nuova (Correspondance avec la gare FS)
- En service depuis le 6 mars 2011 :
  - Marconi
  - Nizza
  - Dante
  - Carducci-Molinette
  - Spezia
  - Lingotto
- En service depuis le 9 septembre 2011 :
  - Porta Susa (Correspondance avec la future gare FS)
- En service depuis le 23 avril 2021 :
  - Italia 61
  - Bengasi

## Ligne 2
Ligne Nord-Sud (en projet).